# Škoda VOS
Škoda VOS – luksusowy opancerzony samochód osobowy produkowany przez czechosłowacką firmę Škoda w latach 1950–1952 dla władz państwowych. Nazwa VOS jest skrótem od słów Vládní osobní speciál, czyli specjalny samochód osobowy dla władz. Łącznie wyprodukowano 107 egzemplarzy pojazdu.

## Historia i opis modelu
Podwozie pojazdu zaprojektowane i produkowane było przez Skodę, natomiast karoseria wytwarzana była przez firmę Karosa (znacjonalizowane zakłady Sodomka) w Vysoké Mýto, która montowała samochód. Wnętrze pojazdu zaprojektowane zostało przez firmę Tatra Kopřivnice. Pojazd otrzymał modne opływowe nadwozie, stylistycznie konkurujące z amerykańskimi krążownikami szos. Głównym konstruktorem i projektantem nadwozia był zajmujący się wcześniej m.in. projektowaniem czołgów inż. Oldrich Meduna. Auto otrzymało szeroką atrapę chłodnicy, z grubymi chromowanymi żebrami, oraz wyróżniające je ozdobne chromowane poziome żebra na błotnikach przednich. Produkowano wersję z cięższym podwójnym opancerzeniem (50 sztuk) oraz z lżejszym opancerzeniem (nazywaną także w publikacjach VOS-L). Początkowo samochód miał rozstaw osi 3100 mm, później zwiększony o 100 mm dla polepszenia wygody (według anegdoty, kiedy małżonka prezydenta Gottwalda miała trudności ze zmieszczeniem się z tyłu w prototypie samochodu). Rozstaw kół wynosił 1500 mm. Samochód miał czterodrzwiowe nadwozie typu limuzyna, z przednimi drzwiami otwieranymi do tyłu, a tylnymi drzwiami otwieranymi klasycznie, do przodu. Przynajmniej jeden z czeskich samochodów przebudowano w 1952 na kabriolet.
Pancerne blachy pojazdu miały pięć milimetrów grubości, natomiast szyby w ciężkiej wersji - 52 mm. Uchylić je można było wyłącznie na dwa centymetry. Lżejsza wersja miała szyby grubości 8 mm. Układ hamulcowy pojazdu wyposażony został w specjalne okładziny sprowadzane z Holandii, a kord opon wykonano z egipskiej bawełny. Samochód miał opony o rozmiarach 9,00-16 w lżejszej i 10,50-16 w cięższej wersji, specjalnie wykonywane w firmie Mitas z Pragi. Masa własna lżejszej wersji wynosiła 3355 kg, a ciężkiej 4115 kg, natomiast masa dopuszczalna z czterema osobami 3700 kg do 4440 kg. Karoseria była zbudowana na ramie, przednie zawieszenie kół było niezależne, a tylne – na resorach wzdłużnych.
Samochód napędzał zapożyczony od ciężarówki marki Praga sześciocylindrowy rzędowy silnik benzynowy OHV o pojemności 5193 cm³ i mocy 120 KM (88 kW). Pojazd rozpędzić się mógł maksymalnie do prędkości ponad 100 km/h, lecz zalecano nie przekraczać 90 km/h z uwagi na wytrzymałość opon. Zużycie paliwa wynosiło ok. 30 l/100 km.

## Eksploatacja
Był to jeden z opancerzonych pojazdów prezydentów Czechosłowacji Klementa Gottwalda i Antonínego Zápotocky'ego, a także m.in. chińskich dygnitarzy Zhu De oraz Mao Zedonga i albańskiego dyktatora Envera Hodży. W polskim rządzie powojennym służyło około ośmiu egzemplarzy pojazdu. Podróżował nimi m.in. marszałek Polski oraz Związku Radzieckiego Konstanty Rokossowski, a także Bolesław Bierut. Marszałek Rokossowski miał wypadek tym samochodem, kiedy pękła opona, co było przyczyną nałożenia później ograniczeń co do prędkości.
Samochód oglądać można w Muzeum Škody w Mladá Boleslav, w Muzeum Produkcji Nadwozi Samochodowych w Vysoké Mýto oraz w muzeum wojskowym w Pekinie.
Jeden - zachowany w Rumunii - przeznaczony dla Any Pauker został dostosowany do jazdy po szynach (wymiana kół, blokada układu kierowniczego itd.) - Samochód znajduje się na stacji kolejowej Sinaia. Nosi ślady uszkodzeń po ataku dokonanym w okolicy stacji Roşiori Nord.

### Wyposażenie
Niektóre z egzemplarzy wyposażone były m.in. w klimatyzację.